# Pseudogaurax dissimilipes
Pseudogaurax dissimilipes är en tvåvingeart som först beskrevs av Malloch 1931.  Pseudogaurax dissimilipes ingår i släktet Pseudogaurax och familjen fritflugor. Inga underarter finns listade i Catalogue of Life.